# Vladimir Morozov (nuotatore)
Vladimir Viktorovič Morozov (in russo Владимир Викторович Морозов?; Novosibirsk, 16 giugno 1992) è un ex nuotatore russo, specializzato nello stile libero e nella rana. Ha vinto una medaglia di bronzo alle Olimpiadi di Londra del 2012 nella staffetta 4x100m stile libero.

## Palmarès
- Olimpiadi

Londra 2012: bronzo nella 4x100m sl.
- Mondiali

Barcellona 2013: argento nei 50m sl e bronzo nella 4x100m sl.
Kazan 2015: argento nella 4x100m sl.
Budapest 2017: bronzo nella 4x100m misti.
Gwangju 2019: argento nella 4x100m sl e bronzo nella 4x100m misti.
- Mondiali in vasca corta

Istanbul 2012: oro nei 50m sl e nei 100m sl e argento nella 4x100m misti.
Doha 2014: oro nella 4x50m sl, argento nei 100m misti, nella 4x100m sl e nella 4x50m sl mista.
Windsor 2016: oro nella 4x50m sl, nella 4x100m sl, nella 4x50m misti, nella 4x100m misti e nella 4x50m sl mista, argento nei 50m sl e nei 100m rana.
Hangzhou 2018: oro nei 50m sl, argento nei 100m sl, nella 4x50m sl, nella 4x100m sl e nella 4x100m misti e bronzo nella 4x50m sl mista.
Abu Dhabi 2021: oro nella 4x100m sl e nella 4x50m misti, argento nella 4x50m sl e bronzo nella 4x50m sl mista.
- Europei

Berlino 2014: oro nei 50m dorso, argento nella 4x100m sl e nella 4x100m sl mista e bronzo nella 4x100m misti mista.
Glasgow 2018: oro nella 4x100m sl, argento nella 4x100m misti e nella 4x100m misti mista.
- Europei in vasca corta

Chartres 2012: oro nei 100m sl e nei 100m misti, argento nei 50m sl, nella 4x50m sl, nella 4x50 m sl mista e nella 4x50m misti e bronzo nei 50m dorso
Herning 2013: oro nei 50m sl, nei 100m sl, nei 100m misti , nella 4x50m sl e nella 4x50m sl mista.
Copenaghen 2017: oro nei 50m sl, nella 4x50m sl e nella 4x50 m misti e argento nella 4x50m sl mista.
Glasgow 2019: oro nei 50m sl, nei 100m sl, nei 50m rana, nella 4x50m sl, nella 4x50m misti, nella 4x50m sl mista e nella 4x50m misti mista.
Kazan 2021: argento nella 4x50m misti, bronzo nei 50m sl e nella 4x50m sl.
- Universiadi

Kazan 2013 oro nei 50m sl, nei 100m sl, nella 4x100m sl e nella 4x100m misti, argento nei 50m dorso e bronzo nei 50m rana.
- Vincitore della Coppa del Mondo nel 2016, nel 2018 e nel 2019

## Primati personali
I suoi primati personali in vasca da 50 metri sono:
- 50 m stile libero: 21"27 (2019)
- 100 m stile libero: 47"62 (2013)
- 50 m dorso: 24"29 (2018)
- 100 m dorso: 53"70 (2013)
- 50 m delfino: 23"38 (2018)

I suoi primati personali in vasca da 25 metri sono:
- 50 m stile libero: 20"31 (2017)
- 100 m stile libero: 44"95 (2018)
- 200 m stile libero: 1'43"01 (2018)
- 50 m rana: 25"51 (2019)
- 100 m rana: 56"33 (2016)
- 50 m farfalla: 22"17 (2018)
- 100 m misti: 50"26 (2018)

## International Swimming League
| Stagione 2019 | Stagione 2020    | Stagione 2021    |
| ------------- | ---------------- | ---------------- |
| Team Iron     | Tokyo Frog Kings | Tokyo Frog Kings |